# دنور (شخصیت خانه کاغذی)
دنور (دنیل راموس)' یک شخصیت داستانی در مجموعه خانه کاغذی است که توسط خائیمه لورنته به تصویر کشیده شده‌ا
{| class="infobox" style="border-spacing: 2px 5px;"
|-
! colspan="2" class="infobox-above" style="background: # 900; color: white ;" | دنور
|-
| colspan="2" class="infobox-subheader" | شخصیت خانه کاغذی
|-
! scope="row" class="infobox-label" | پدیدآور
| class="infobox-data" | خائیمه لورنته
|-
! colspan="2" class="infobox-header" style="background: # 900; color: white ;" | اطلاعاتِ درون‌داستانی
|-
! scope="row" class="infobox-label" | نام کامل
| class="infobox-data" | دنیل راموس
|-
! scope="row" class="infobox-label" | لقب
| class="infobox-data" | دنور
|-
! scope="row" class="infobox-label" | پیشه
| class="infobox-data" | سارق
|-
! scope="row" class="infobox-label" | جنگ‌افزار
| class="infobox-data" | ام۱۶
|-
! scope="row" class="infobox-label" | خانواده
| class="infobox-data" | مانیل (خواهر خوانده-برادر خوانده)
|-
! scope="row" class="infobox-label" | همسر
| class="infobox-data" | مونیکا گاستمبیده (استکهلم)
|-
! scope="row" class="infobox-label" | فرزند
| class="infobox-data" | آگستین راموس (مسکو)
|-
! scope="row" class="infobox-label" | ملیت
| class="infobox-data" | اسپانیایی
|}ست. در این فیلم او یک شخصیت خشن، احساسی و زود رنج دارد.
دنور از طریق پدرش وارد این سرقت شد. او پول زیادی را به مواد فروش‌ها بدهکار بود؛ پدر او برای اینکه دنور بتواند بدهی‌هایش را صاف کند تصمیم گرفت تا او را به این سرقت بیاورد.